# Slaviša Pavlović
Slаvišа Pаvlović (Ljubovija, 5. februar 1982) srpski je pisac, scenarista, pesnik i novinar.

## Biografija
Objavio je knjige Zavet (2010), Nema šanse da ne uspem (2012), Zavet heroja (2014), Apisov apostol (2016), zbirku poezije Osvit večnosti (2014), kao i istorijsko-dokumentarnu knjigu Ratnici Crne ruke (2017). Prevođen je na ruski jezik. Himerina krv :roman o Dučiću objavio je 2020. godine za beogradsku Lagunu. Zbirka priča "Osvetnici i klevetnici" izašla je 2024. godine. Knjiga sadrži šest pripovedaka, u kojima se kao fiktivni likovi pojavljuju pesnik Milan Rakić, vojvoda Vojislav Tankosić i Mustafa Golubić, a za jednu od priča, pisca je inspirisao Blagoje Jovović, atentator na Ante Pavelića.
Bavi se i novinarstvom. Bio je glavni i odgovorni urednik mesečnika Restart. Nekoliko godina je bio kolumnista lista Srpski glas iz Australije. Pisao je i za francusku mrežu Volter i ruski onlajn magazin Jugoslovo. Učesnik je Međunarodne konferencije mladih novinara Evrope i Azije Krim. Pogled iz drugog ugla, održane u Jalti i Sevastopolju 2015. godine.
Deo je grupe pisaca koji bojkotuju Ninovu nagradu.
Scenarista je deset epizoda serije Feliks, nastale po motivima istoimenog romana Vladimira Kecmanovića.
Pisac je scenarija za seriju U klinču, koja se emituje na prvom programu RTS.
U martu 2022. godine, odlikovan je Krstom vožda Đorđa Stratimirovića za doprinos i očuvanje srpske tradicije i kulture.
Živi u Beogradu.

## Bibliografija

### Romani
- Zavet (Književna omladina Srbije, Beograd, 2010) - istorijski roman.
- Nema šanse da ne uspem (Smart studio, Beograd, 2012) - komedija
- Zavet heroja (Laguna, Beograd, 2014) - istorijski roman
- Apisov apostol (Laguna, Beograd, 2014) - triler
- Himerina krv; roman o Dučiću (Laguna, Beograd, 2020) - drama, romansirana biografija.

### Poezija
- Osvit večnosti (Smart studio, Beograd, 2014)

### Publicistika
- Ratnici Crne ruke (Radio televizija Srbije, Beograd, 2017) - istorijsko-dokumentarna knjiga

### Scenariji
- Feliks, serija u produkciji Firefly iz Beograda, premijerno emitovana na Kurir TV.[12]
- U klinču, serija u produkcije RTS i produkcijske kuće Režim iz Beograda.[13]

### Zbirke priča
- Osvetnici i klevetnici (Laguna, 2024)[6]

### Prevodi
- Zavet heroja, Akademija 76, Jaroslavlj, 2014.